# سابینه زلاتین
سابینه زلاتین (به لهستانی: Sabine Zlatin) (۱۳ ژانویه ۱۹۰۷ - ۲۱ سپتامبر ۱۹۹۶) یک زن فرانسوی یهودی لهستانی‌الاصل بود که کودکان یهودی را  در دوره هولوکاست و در طول جنگ جهانی دوم مخفی می کرد.
وی از اعضای مقاومت فرانسه بود و مقبره وی در گورستان مون‌پارناس، پاریس است.